# Clarac (Górna Garonna)
Clarac – miejscowość i gmina we Francji, w regionie Oksytania, w departamencie Górna Garonna.
Według danych na rok 1990 gminę zamieszkiwały 452 osoby, a gęstość zaludnienia wynosiła 95 osób/km² (wśród 3020 gmin regionu Midi-Pireneje Clarac plasuje się na 628. miejscu pod względem liczby ludności, natomiast pod względem powierzchni na miejscu 1507.).